# Fienili di Cima Rest
I fienili di Cima Rest sono dei fabbricati rurali situati sull'altipiano del comune di Magasa, in Val Vestino, ad una altitudine di 1300 m.
Sono collocati al medio alpeggio e strutturati in modo da contenere in un solo edificio le funzioni fondamentali per la vita del malghese: al piano inferiore la stalla per il bestiame, l'abitazione per il contadino, a quello superiore il deposito per il foraggio e all'esterno la legnaia.
Ricerche storiche, iniziate nel secondo dopoguerra, datano questa tipologia di costruzione al VII secolo attribuendola alle tradizioni dei Goti o dei Longobardi.

## Architettura
Il fienile spesso appoggia con un lato al pendio della montagna, è costruito su due piani: in quello inferiore, racchiuso tra robuste mura di pietra,  c'è la stanza principale con il camino, una seconda stanza collegata alla precedente per l'attività casearia e deposito provvisorio del formaggio e la stalla per il ricovero del bestiame bovino; tutto il pavimento è in selciato. Al piano superiore, a cui si accede solamente dall'esterno, si trova il fienile.

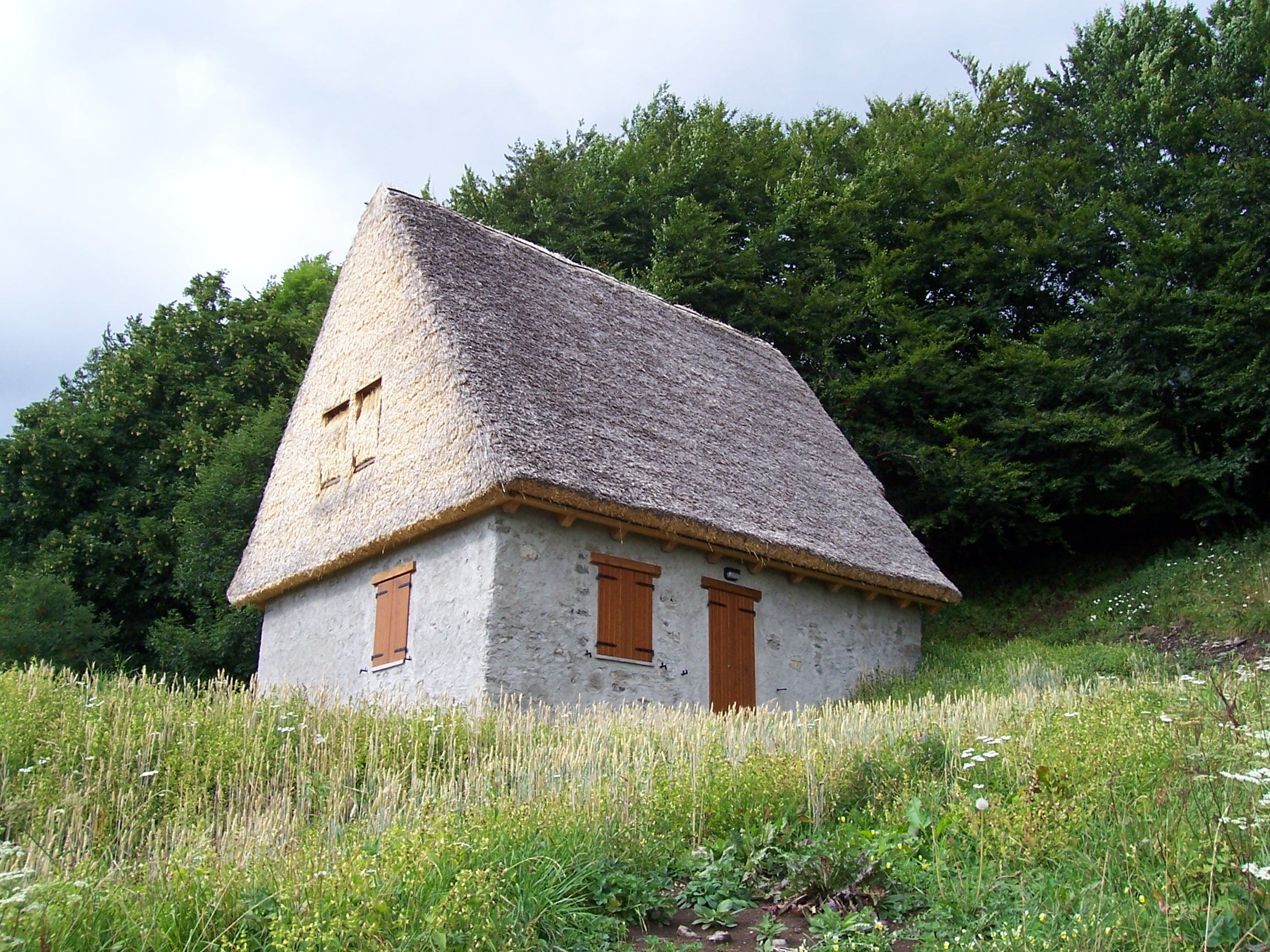
Un fienile

La base della costruzione è formata da una robusta muratura in pietra sulla quale poggia il tetto dalle due falde fortemente inclinate. L'intelaiatura del tetto è costituita da una serie di travi portanti, solitamente di abete, sulle quali sono inchiodate delle travi secondarie di minor dimensioni che servono per sostenere il manto di copertura.
La copertura in origine era realizzata interamente in mannelli di paglia di frumento che, nella varietà “gentil ross”, dallo stelo lungo circa un metro e mezzo, elastico e resistente,  veniva coltivato nella campagna circostante gli abitati di Magasa e Cadria.
La tecnica di copertura  si basava sull'allineamento e sovrapposizione di centinaia di mannelli di paglia, legati con steli di lantana. Il risultato finale era dato da un manto compatto e perfettamente funzionale: difatti la paglia oltre che essere un ottimo idrorepellente è pure un ottimo isolante termico che permette una perfetta conservazione del foraggio.

## Storia

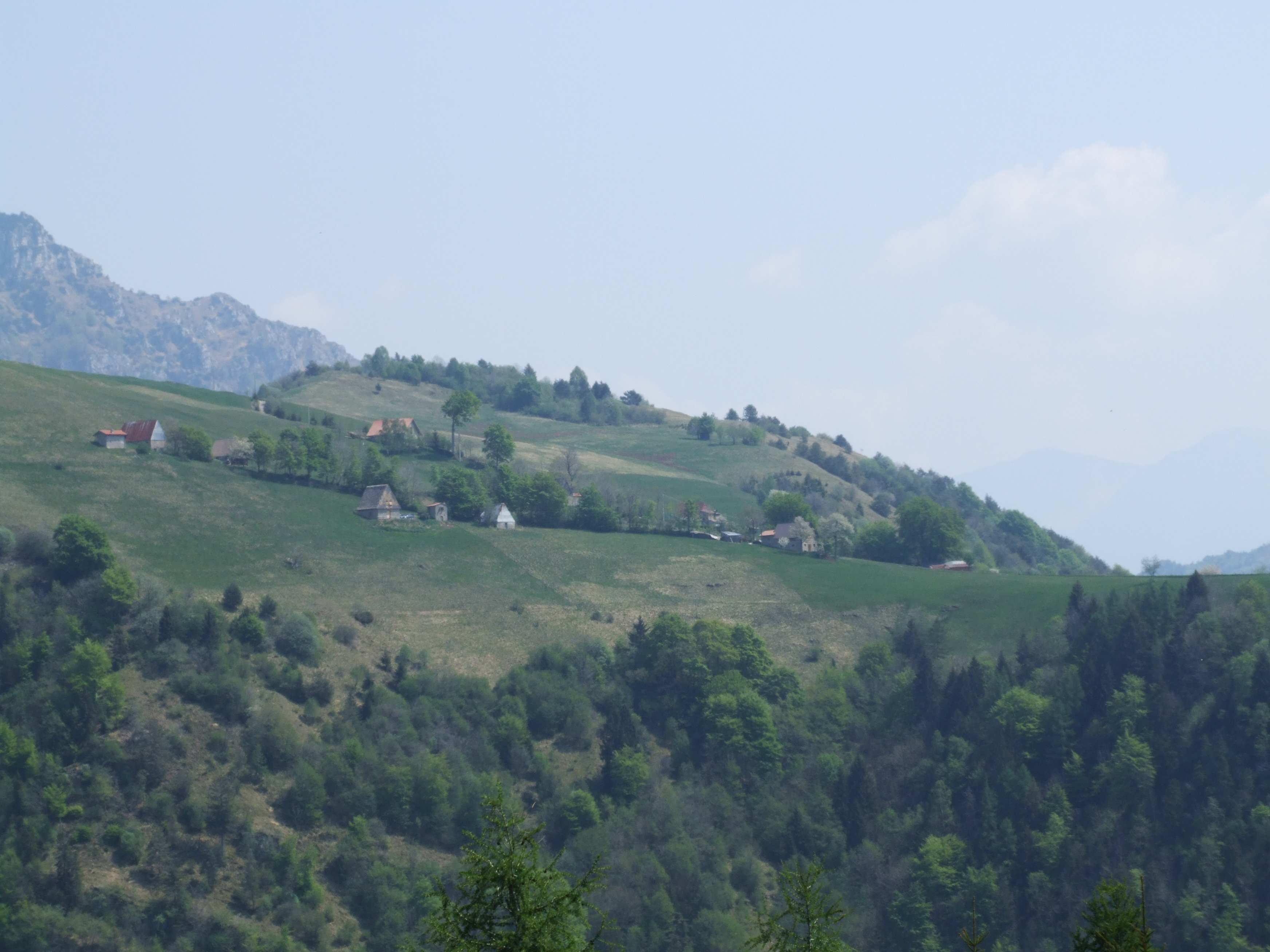
Scorcio di Cima Rest di Magasa

Le particolari tecniche costruttive di stampo tipicamente germanico presentano delle analogie con i reperti strutturali venuti alla luce negli scavi dell'Ortaglia in Santa Giulia a Brescia e con i resti delle capanne dei Longobardi rinvenute nella regione Pannonica.
Ad avvalorare l'ipotesi di una presenza longobarda in zona troviamo poi alcuni toponimi derivanti da un termine d'origine longobarda: si tratta dei tre passi della Fobbia situati tra Treviso Bresciano e Capovalle, tra Costa di Gargnano e Tignale e tra le valli di San Michele e di Bondo nel comune di Tremosine, nonché del passo della Fobbiola in prossimità del monte Spino nel comune di Toscolano Maderno e l'omonimo passo sul monte Tavagnone con la Valle del Droanello; questi toponimi sarebbero legati al termine longobardo di fobbia, il cui significato è proprio quello di passo, gola, valico.
Il più convinto assertore della tesi dei Longobardi come artefici dell'introduzione in Val Vestino di questo speciale modo di costruire i tetti, è stato, nel 1962, il professor Alwin Seifert, architetto paesaggista tedesco che, negli anni trenta del secolo scorso aveva progettato le autostrade di Adolf Hitler: questi inoltre ritenne di aver individuato somiglianze architettoniche tra i fienili di Cima Rest e quelli situati in località Verschneid sul monte Salten nel comune di San Genesio Atesino, anche se i primi erano più piccoli e all'antica.
Altri ricercatori sostengono invece che tale attività edificatoria sia il frutto di altre popolazioni di cultura germanica o ascendenze ascrivibili all'epoca della dominazione romana.